# Albert Nyberg
Albert Alexander Nyberg (né le 18 octobre 1877 à Helsinki ; décédé le 3 octobre 1952) est un architecte finlandais.

## Carrière
Il étudie au lycée normal suédois d'Helsinki. En 1896 il entre à l'Institut polytechnique, dont il sort avec son diplôme d'architecte en 1900. De 1896 à 1899, Albert Nyberg est stagiaire du professeur Gustaf Nyström et dans le cabinet d'architecte de Waldemar Aspelin. Il effectue aussi des voyages d'études en Allemagne, en Autriche, en Suisse, en Italie, en Suède, en Norvège et au Danemark.

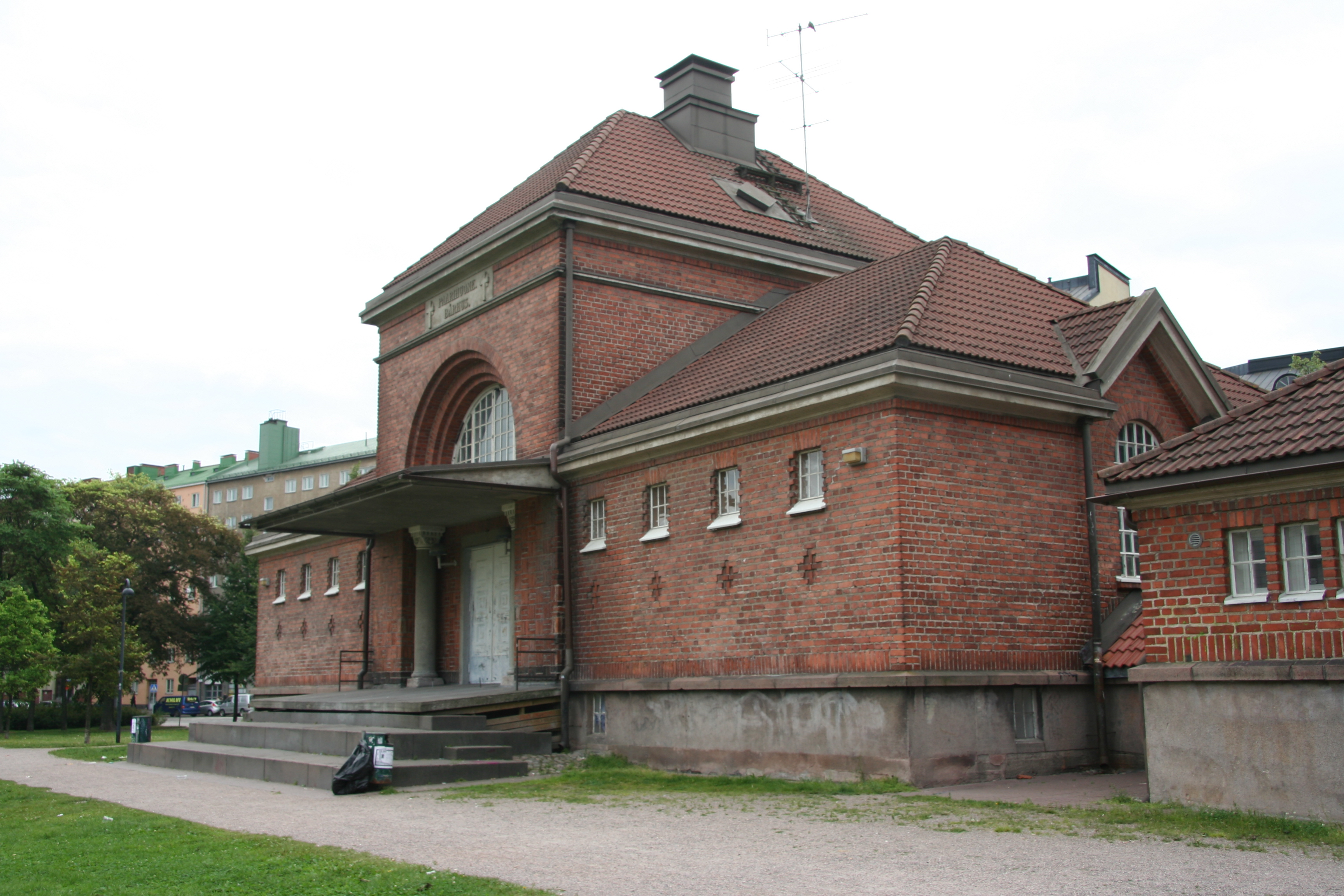
Morgue du quartier de Harju, Vallila, Helsinki, 1923.

## Ouvrages à Helsinki
Les bâtiments qu'Albert Nyberg  a conçu ou dont il a supervisé la construction à Helsinki:
- Bâtiment d'habitation pour travailleurs, rue Hietaniemenkatu
- École primaire, Tehtaankatu 15–17, 1908
- Usine Kokos oy, bâtiment actuellement occupé par l'école supérieure de Théâtre, 1912
- Morgue de Harju, 1923
- Bâtiment paroissial de Pasila
- Chapelle du cimetière d'Hietaniemi, Hietaniemenkatu 20, 1933
- Conception des réparations de l'église d'Huopalahti (1928) et son clocher (1932)
- Bâtiment d'habitation et de commerce, Lapinlahdenkatu 13, 1924
- Bâtiment d'habitation et de commerce, Iso Roobertinkatu 14, 1919
- Bâtiment d'habitation et de commerce, Luotsikatu 6, 1905
- Bâtiment d'habitation et de commerce, Korkeavuorenkatu 45, 1913
- Bâtiment d'habitation et de commerce, Korkeavuorenkatu 10, 1930
- Bâtiment d'habitation et de commerce, Fredrikinkatu 29, 1907
- Bâtiment d'habitation, Linnankatu 7, 1904
- Bâtiment d'habitation, Vuorimiehenkatu 23b, 1907
- Bâtiment d'habitation et de commerce, Iso Roobertinkatu 29–31, 1903